# Европейски път Е87
Европейски път Е87 е път, част от европейската пътна мрежа Европейски път, свързващ Одеса в Украйна с Анталия в Турция.
Води началото си от украинския град Одеса, продължава на юг, където пресича река Дунав и преминава на територията на Румъния. Следвайки крайбрежието на Черно море, на юг пътят навлиза на територията на България през ГКПП Дуранкулак.
В България път Е87 преминава през почти всички черноморски градове включително Балчик – Варна – к.к. Слънчев бряг – Бургас.
През ГКПП Малко Търново път Е87 преминава на територията на Турция. Там в посока юг-югозапад пресича Източна Тракия, минава през Дарданелите и покрай турското крайбрежие на Егейско море достига до средиземноморския курорт Анталия в Южна Турция.

## Селища на път E87
- Украйна: Одеса – Измаил – Рени
- Молдова: Вулканещи
- Румъния: Галац – Браила – Мачин – Исакча – Тулча – Бабадаг – Кюстенджа – Ефорие – Мангалия
- България: Шабла – Каварна – Балчик – Варна – Бяла – Обзор – Несебър – Поморие – Бургас – с. Звездец – Малко Търново
- Турция: с. Дерекьой – Лозенград – Бабаески – Хавса – Узункьопрю – Кешан – Галиполи – Еджеабат – (с ферибот през Дарданелите) – Чанаккале – Айвалък – Измир – Селчук – Айдън – Денизли – Аджъпаям – Коркутели – Анталия